# Lamoraal II Claudius Frans van Thurn en Tassis

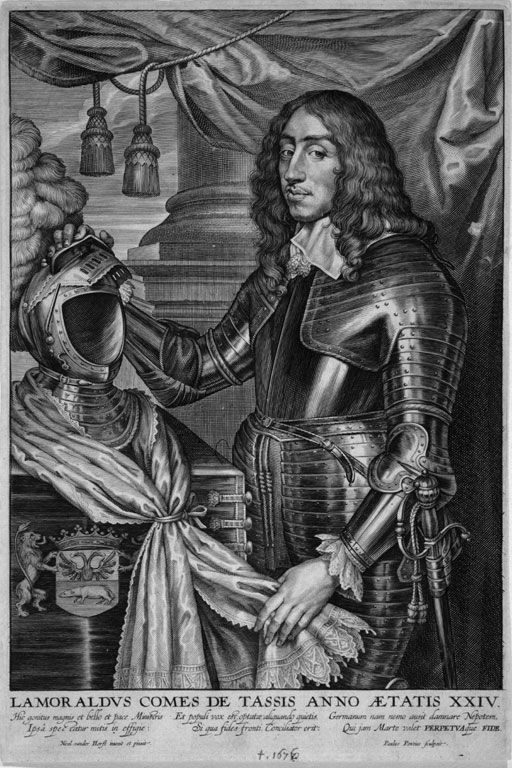
Kopergravure van Lamoraal II Claudius Frans van Thurn en Tassis naar een schilderij van Nicolaes van der Horst

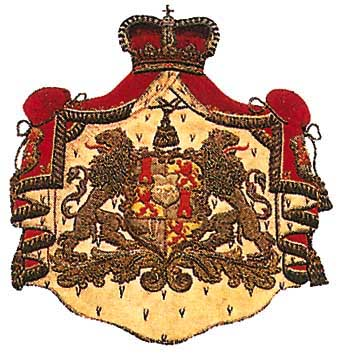
Wapen van Thurn en Tassis zoals aangenomen door Lamoraal

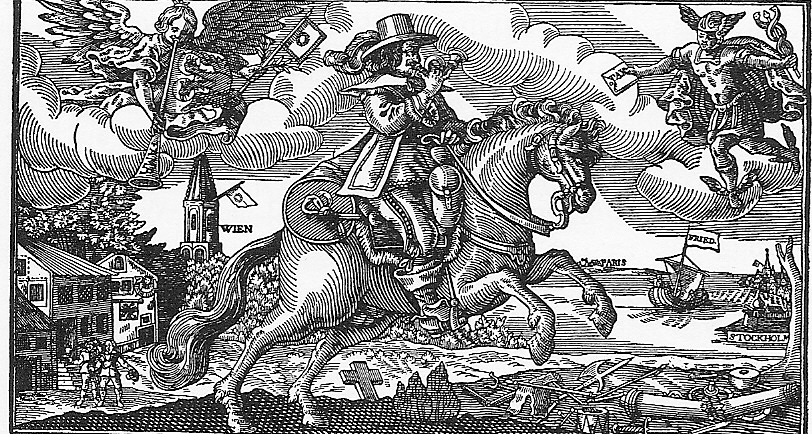
Keizerlijk postrijder als ambassadeur van de Vrede van Westfalen in 1648

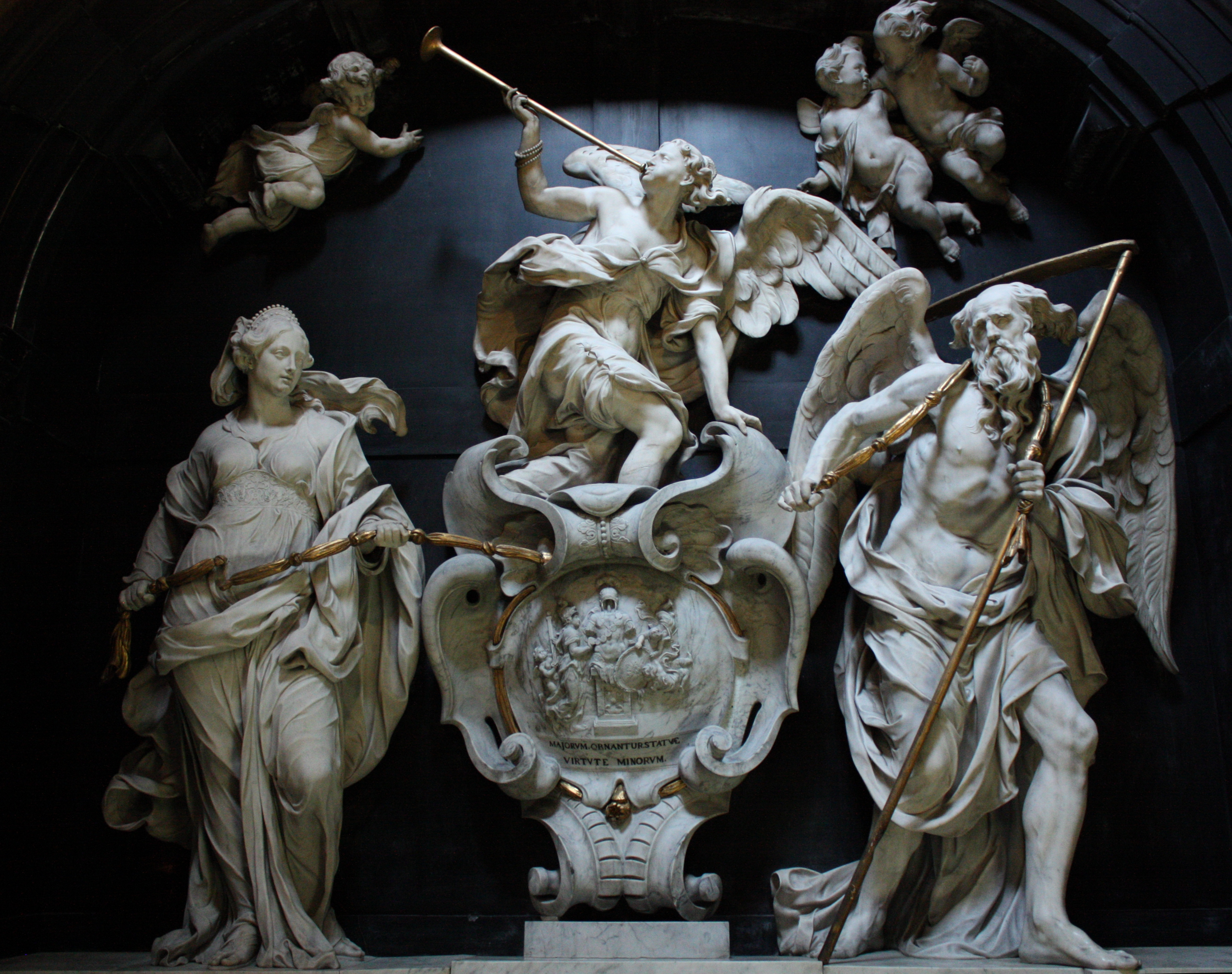
Grafmonument in de Zavelkerk, een barok meesterwerk van Mattheus van Beveren dat de titelpagina van Chifflets genealogische boek in drie dimensies weergeeft: Virtus (deugd) en Chronos (tijd) flankeren Fama (roem).

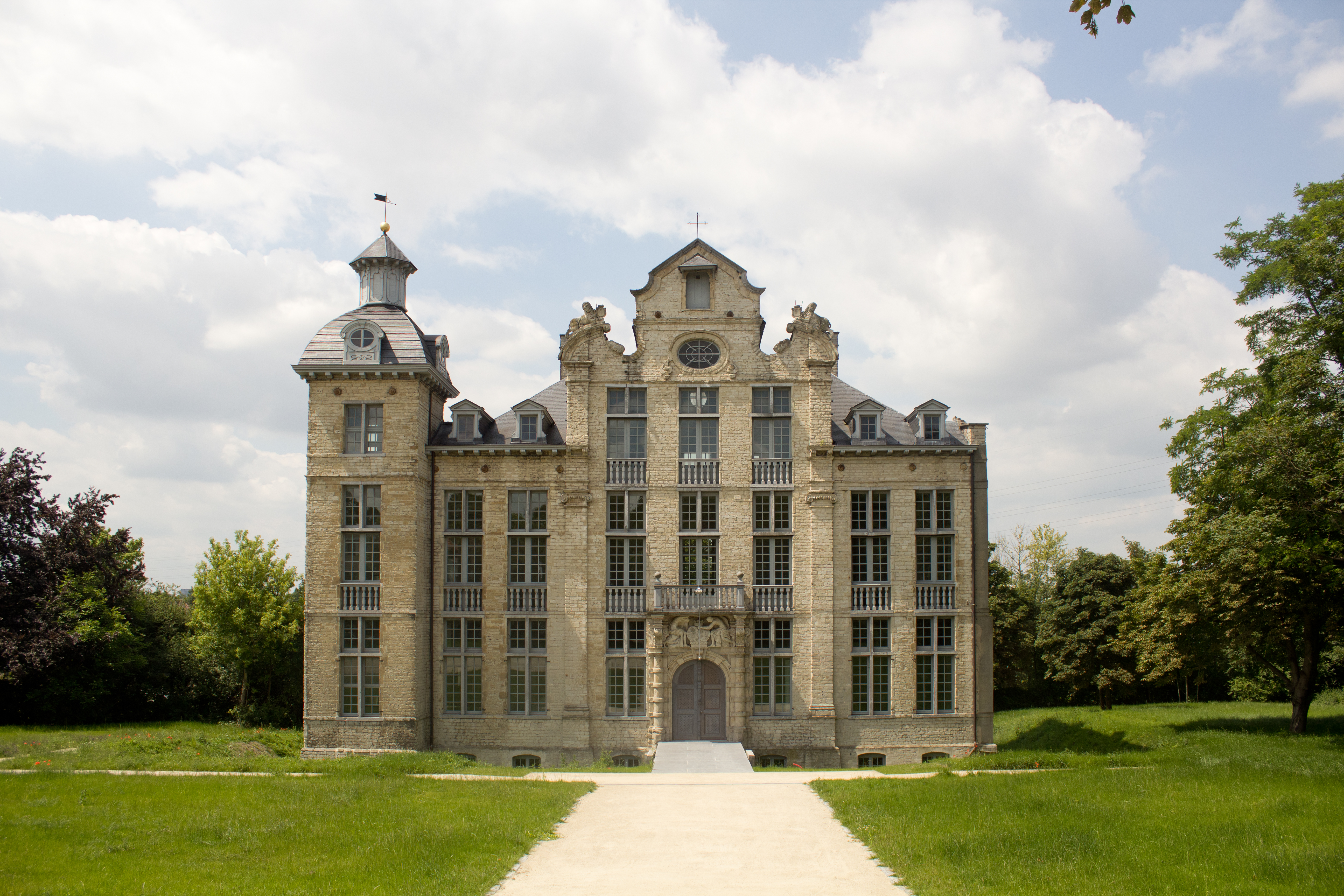
Kasteel Beaulieu, gebouwd door Lamoraal als zomerverblijf

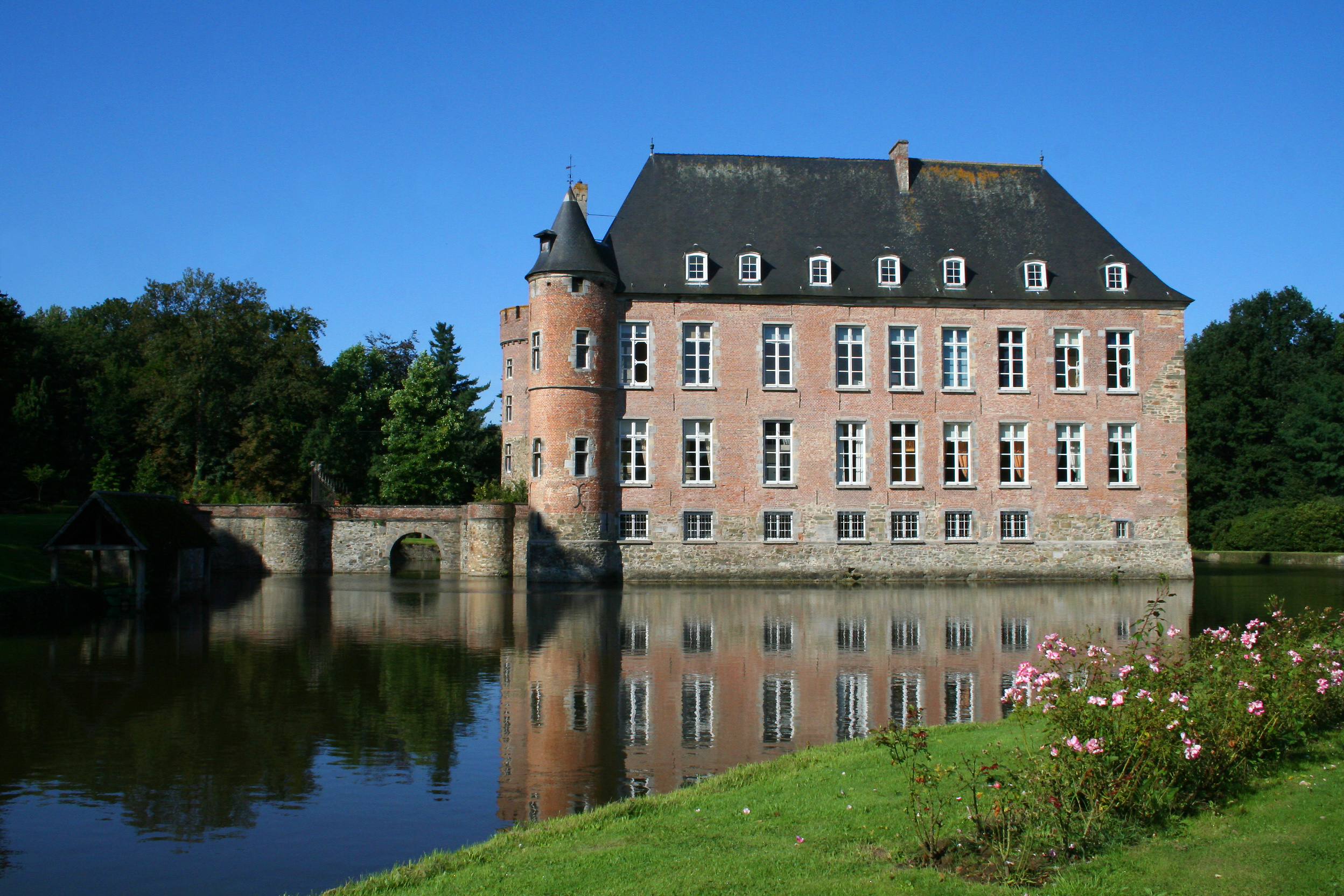
Het kasteel in Kasteelbrakel, aangekocht door Lamoraal in 1670 na een brand en hersteld in 1681

Lamoraal II Claudius Frans van Thurn en Tassis (gedoopt in Brussel, 14 februari 1621 – Antwerpen, 13 september 1676) was een Duits edelman en postmagnaat. Hij nam bij zijn volwassenheid in 1646 de functie van keizerlijk postmeester-generaal over van zijn moeder. In 1650 bekwam hij toelating van de keizer om zijn familienaam te veranderen in van Thurn, Valsassina en Tassis, maar hij opteerde uiteindelijk voor het kortere van Thurn en Tassis. Hij bouwde het postimperium van zijn moeder verder uit. Na het einde van de Dertigjarige Oorlog concurreerde hij met succes tegen rivaliserende Duitse postsystemen, hoewel hij er niet in slaagde zijn wettelijk monopolie te handhaven. Hij nam ook deel aan de onderhandelingen die tot de Vrede van Westfalen leidden.

## Levensloop

### Jeugd
Lamoraal Claudius Frans was de enige zoon van graaf Leonard II van Tassis en Alexandrine de Rye, gravin van Varax. Zijn vader stierf onverwacht in 1628. De zevenjarige Lamoraal erfde de functies van keizerlijk postmeester-generaal en postmeester van de Spaanse Nederlanden. Tot zijn volwassenheid oefende zijn moeder de voogdij uit. Ze liet hem grondig onderrichten over het postwezen en vele talen leren, waaronder Nederlands, Frans, Duits, Italiaans, Spaans en Latijn.

### Activiteiten tot de Vrede van Westfalen
Op 25-jarige leeftijd doofde de voogdij van zijn moeder uit en werd Lamoraal postmeester. Nog vóór zijn officiële benoeming ondertekende hij al documenten. Een van zijn eerste daden was het bevestigen van de aanstelling van zijn neef Jan Baptista van Tassis als postmeester in Augsburg op 27 februari 1646. Zelf werd hij door keizer Ferdinand III in zijn functie bevestigd op 11 september 1646.
Naar het einde van de Dertigjarige Oorlog, tijdens de vredesonderhandelingen in Osnabrück en Münster, zette hij de postverbindingen Detmond-Osnabrück en Osnabrück-Bückeburg op. Hij creëerde ook een postroute van Keulen via Lünen naar Münster en een verbinding van Münster naar Osnabrück. Ze sloot aan op de route die zijn moeder had ingesteld van Brussel over Roermond naar Keulen. Na de Westfaalse Vrede kon hij de postdienst van Brussel naar Innsbruck terug via de traditionele route laten verlopen.

### Naamswijziging
De graven van Tassis schenen tot de lagere adel te behoren. Genealogisch onderzoek in opdracht van Lamoraals moeder suggereerde evenwel dat ze afstamden van het patricische geslacht Della Torre uit Milaan (ook gekend als Torriano). De familie liet Jules Chifflet een boek publiceren, Les marques d'honneur de la maison de Tassis (1645). Op basis hiervan ondertekende Lamoraal al in 1646 met Lamoral Claudius Francißcus de la Tour, graaf van Tassis, hoewel de naamsverandering nog niet door de keizer was goedgekeurd. Met het oog hierop had hij zijn moeders initiatief voortgezet en in 1647 de genealoog Engelbert Flacchio ingehuurd om een boek te schrijven over de dynastieke geschiedenis van het Huis Tassis. Het werd in 1709 gepubliceerd door zijn zoon en opvolger Eugeen Alexander.
Op 6 oktober 1649 erkende koning Filips IV van Spanje dat de Tassis afstamden van de Torriani. Keizer Ferdinand III aanvaardde de naamswijziging op 24 december 1650. In 1653 verving het Huis Thurn en Tassis de keizerlijke adelaar in hun wapen door de toren van de Della Torre. Ze behielden de das van de Tassis in het hartschild.

### Verwerving van heerlijkheden en bouwprojecten
Lamoraal trachtte heel zijn leven vooruit te komen binnen de rangen van de adel. Deze aspiratie uitte zich ook in zijn projecten. Hij liet de familiecrypte in de Zavelkerk opnieuw aankleden in barokstijl. Rond 1660 liet hij het lustslot Beaulieu in Machelen optrekken als zomerresidentie. De stadswoning in de Zavelwijk liet hij uitbreiden tot een magnifiek paleis. Om zijn landbezit in overeenstemming te brengen met zijn adellijke titel, kocht hij heerlijkheden over van zijn schoonfamilie in Kasteelbrakel en Itter. Hij bezat reeds een andere heerlijkheid in La Roche-en-Ardenne. Ondanks deze inspanningen verkreeg hij geen rangverhoging en was het wachten op zijn zoon Eugeen Alexander vooraleer het geslacht de prinsentitel verwierf.

### Expansie van zijn postoperaties
Op 2 december 1649 kreeg Lamoraal een keizerlijk patent dat hem toeliet om het even waar in Heilige Roomse Rijk poststations op te zetten. De operatie van de keizerlijke post was al sinds 1615 een erfelijk ambt. Lamoraal verzorgde zijn externe relaties en bezocht de rijksdag van Regensburg om te pleiten voor een expansie van het postwezen onder zijn leiding. Hij was aanwezig als vazal bij de verkiezing van keizer Leopold I.
Op 13 februari 1664 sloot hij een contract met keurvorst Ferdinand Maria van Beieren om nieuwe postroutes te openen van München over Augsburg, Innsbruck, Regensburg, Wels naar Salzburg. Een overeenkomst van 13 februari 1672 met aartsbisschop Karl Kaspar von der Leyen van Trier creëerde een link Trier-Koblenz.
In 1672 moesten de postverbindingen omgeleid worden door de uitbraak van de Frans-Hollandse Oorlog. Desondanks vielen Franse huurlingen in 1675 postiers aan die door het aartsbisdom Trier reden met een Salvaguardia. Lamoraal beklaagde zich bij Lodewijk XIV, maar hij werd afgewezen door de Franse minister van oorlog en postwezen Le Tellier de Louvois. Daarop bekwam hij van de keizer een decreet om de neutraliteit van de poststations beter te beschermen.

### Concurrentie
Tijdens de Dertigjarige Oorlog, en in het bijzonder gedurende de vredesonderhandelingen in Münster and Osnabrück, waren de protestantse vorsten een eigen postsysteem met stations beginnen opzetten. Wettelijk gezien had de imperiale post een monopolie, verleend door keizer Rudolf II in 1597. De protestantse heersers voerden aan dat de Habsburgse aartshertogen een specifieke hofpost verzorgden, wat erkend was door Lamoraals grootvader. Lamoraal II probeerde deze ontwikkelingen tevergeefs te stoppen. Op een conferentie in Hildesheim in 1658 besloten de protestantse vorsten tot een gezamenlijke aanpak tegen de aanspraken van het Huis Tassis. Lamoraal II verdedigde zich hardnekkig, maar moest na lange onderhandelingen de realiteit van de nieuwe postroutes aanvaarden. Hij verloor verschillende verbindingen aan de nieuwe concurrentie. In 1666 werd op een volgende postconferentie in Hildesheim een definitieve afbakening van invloedssferen overeengekomen.
Lamoraal II was zijn postorganisatie toegewijd en hield zich bezig met de noden van elk station. Hij was een onvermoeibaar brievenschrijver. Duizenden concepten van zijn hand zijn bewaard in het prinselijke archief van Thurn und Taxis in Regensburg. Hij was een harde onderhandelaar. Keurvorst Frederik Willem van Brandenburg beklaagde zich in een brief aan keizer Leopold I: "... dat de graaf van Tassis echt onder controle moest worden gehouden".

## Familie
Hij huwde op 6 februari 1650 met gravin Anna Francisca Eugenia († 25 juni 1693), de dochter van graaf Filips Lamoraal van Horne en Houtekerke († 1654) en prinses Dorothée Jeanne d'Arenberg († 1665). Lamoraal en Anna hadden negen kinderen, van wie er vier jong stierven:
- Eugeen Alexander (gedoopt op 11 januari 1652 – 21 februari 1714), zijn opvolger als postmeester-generaal
- Inigo Lamoraal (gedoopt op 6 november 1653 – 1 oktober 1713), generaal van de keizerlijke cavalerie, getrouwd met gravin Claudia Franziska Welburga Fugger van Nordendorg
- Frans Sigismund (30 januari 1655 – 19 januari 1710), kapitein-generaal en gouverneur van Luik, getrouwd met gravin Anna Hyacinth d'Ursel
- Genoveva Ernestina Maria (gedoopt op 26 november 1657 – 1686)
- Anton Alexander (gedoopt op 3 juli 1662 – 6 juni 1683), gesneuveld in de slag bij Neuhäsel

Jonggestorvenen:
- Filips Leopold (18 november 1650 – 10 juni 1657)
- Een ongedoopte zoon (1656)
- Isabella Maria (gedoopt op 3 september 1660 – november 1671)
- Maria Theresia (gedoopt op 7 mei 1663 – vóór 28 oktober 1673)